# Lista persoanelor care au acceptat Zmeura de Aur

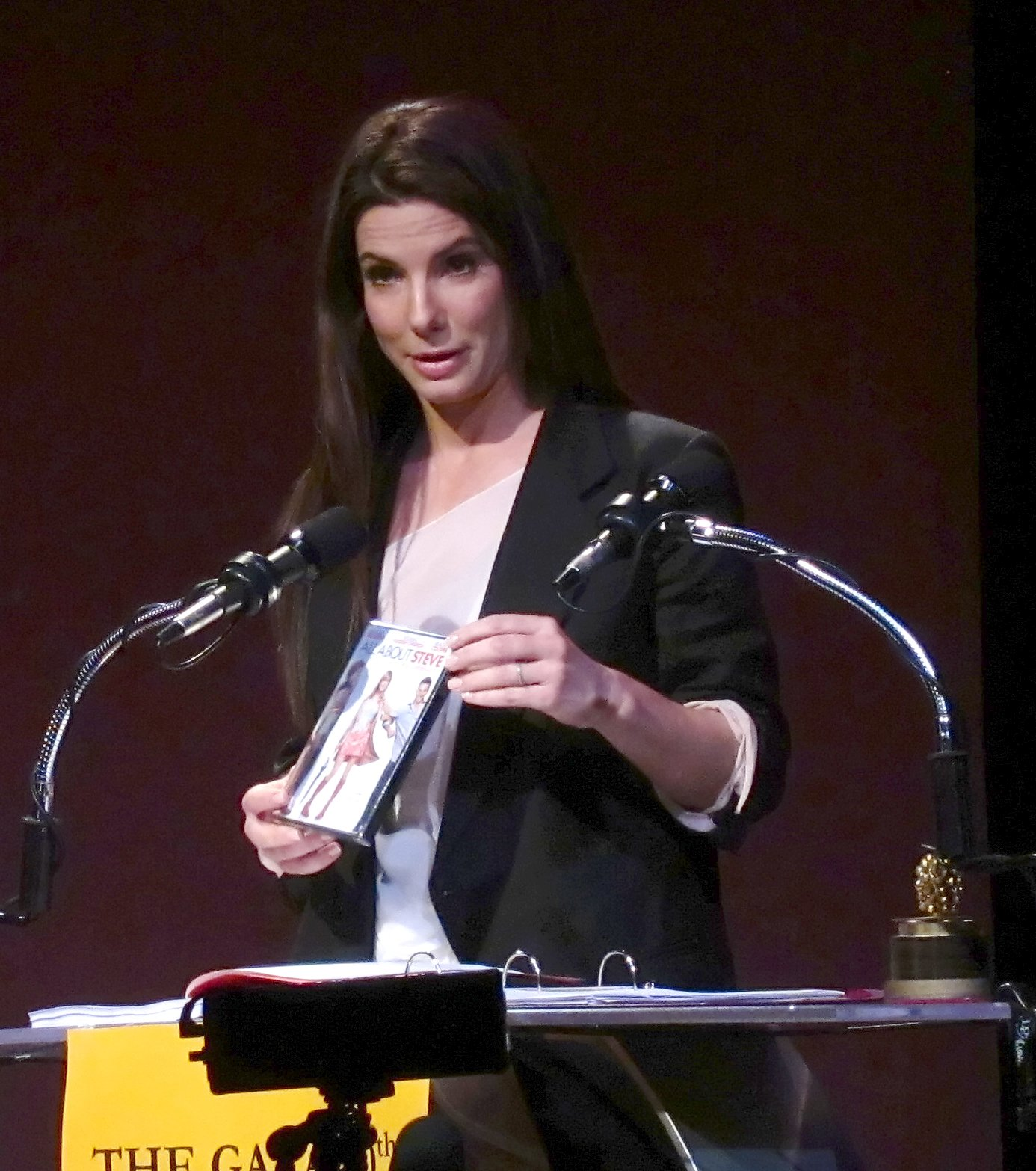

Deși cei mai mulți câștigători nu participă la ceremonia de decernare a premiilor Zmeura de Aur sau nu acceptă premiul, au existat unele excepții.  
Aceasta este lista persoanelor care au acceptat Zmeura de Aur:
- Bill Cosby în 1988 - Cel mai prost film, Cel mai prost actor, Cel mai prost scenariu - pentru filmul Leonard Part 6
- Tom Selleck în 1993 - Cel mai prost actor în rol secundar  - pentru filmul Christopher Columbus: The Discovery
- Paul Verhoeven în 1996 - Cel mai prost regizor, Cel mai prost film - pentru filmul Showgirls
- Brian Helgeland în 1998 - Cel mai prost scenariu - pentru filmul  Poștașul
- J. David Shapiro în 2001 - Cel mai prost scenariu - pentru filmul Câmp de luptă - Pământul
- Tom Green în 2002 - Cel mai prost actor, Cel mai prost regizor, Cel mai prost film, Cel mai prost cuplu, Cel mai prost scenariu - pentru filmul Freddy Got Fingered
- Ben Affleck în 2004 - Cel mai prost actor - pentru filmele Gigli, Daredevil și Cecul sau viața.[2]
- Halle Berry în 2005 - Cea mai proasta actriță - pentru filmul Catwoman
- Michael Ferris în 2005 - Cel mai prost scenariu - pentru filmul Catwoman
- Sandra Bullock  în 2010 - Cea mai proasta actriță, Cel mai prost cuplu - pentru filmul All About Steve[3]
- J. David Shapiro în 2010 - Cel mai prost film al deceniului - pentru filmul Câmp de luptă - Pământul[4]
- David Eigenberg în 2011  - Cea mai proastă distribuție - pentru filmul Sex and the City 2.[5]

## Legături externe
- Golden Raspberry official website
- Razzie Awards page on the Internet Movie Database